# Lintweverijmuseum
Het lintweverijmuseum (Musée de la Rubanierie) is een museum in de tot de Henegouwse gemeente Komen-Waasten behorende plaats Komen.
Het museum, geopend in 1985, toont de ontwikkeling van de lintweverij die in de geschiedenis van Komen een belangrijke rol speelde. Er zijn diverse werkende weefgetouwen te zien, die in de loop der eeuwen tot stand kwamen.

## Geschiedenis van de lintweverij
Omstreeks 1200 begon de ontwikkeling van de lakennijverheid in deze streek. Het museum toont een middeleeuws weefgetouw. Het stangenweefgetouw werd in 1681 geïntroduceerd en daarmee de lintindustrie. De stangen dreven vliegwielen aan waarmee het getouw in beweging werd gebracht. Zo kon de productiviteit worden opgevoerd: een wever kon ermee in 14 uur 150 meter lint produceren.
Een vlashandelaar uit Ieper, Philippe Hovyn, vestigde zich in 1719 te Komen. Hij introduceerde de lintweverij, waartoe hij een lintpakhuis te Comines bouwde. Hovyn was fabrikeur. In 1993 werd een stangenweefgetouw nagebouwd volgens de beschrijving in de Encyclopédie van d'Alembert en Diderot.
Omstreeks 1860 werd de stoommachine geïntroduceerd. Van huisarbeid werd op fabrieksarbeid overgeschakeld. Een weefgetouw met elliptische tandwielen kwam in zwang. Hiermee kon de beweging van de schachten worden versneld en vertraagd.
Komen ontwikkelde zich tot de belangrijkste lintproducent ter wereld. 3500 weefgetouwen vervaardigden 400 miljoen meter lint per jaar. De Eerste Wereldoorlog leidde tot een voorlopig einde van de lintfabricage. De gehele stad werd verwoest, nadat de fabriekshallen al tot slaapzalen voor soldaten waren bestemd.
Na de oorlog werden, bij wijze van schadevergoeding, Duitse weefgetouwen geïnstalleerd. Een belangrijke vinding was het halvemaan-weefgetouw, welke een metalen frame en gebogen schietstoelen bezat. Met dit getouw kon men veel linten tegelijk weven. Aldus kwam de lintweverij-industrie weer tot bloei. Ook van dit halvemaan-weefgetouw is een replica in het museum te vinden.
Einde jaren '60 van de 20e eeuw kwam er een nieuwe ontwikkeling. Met het naaldweefgetouw kon de productiviteit verder worden opgevoerd. Er waren minder wevers nodig. In de jaren '80 en '90 van de 20e eeuw vertrokken vele fabrikanten naar lage-lonenlanden. Toch bleven er te Komen nog enkele gespecialiseerde lintweverijen bestaan voor topmerken.